# Monte Puccio
Monte Puccio è un'altura (98 m) dell'isola d'Elba, nel territorio comunale di Portoferraio, anticamente sede di un insediamento di età etrusca in diretto rapporto visivo con il vicino sito di Monte Fabbrello.

## Nome
Il toponimo, attestato come Poggio di Puccio nel 1840, deriva dal nome personale medievale Puccio, diminutivo di Iacopo, un probabile possidente della zona.

## Caratteristiche
Sul Monte Puccio si trovano i resti di un piccolo oppidum o statio risalente tra la seconda metà del V secolo a. C. e gli inizi del III secolo a.C., che come gli altri abitati etruschi dell'isola controllava gli antichi commerci siderurgici. Sono visibili tracce di una cinta muraria irregolarmente strutturata, costituita da blocchi sovrapposti di pietra locale. Attualmente numerosi blocchi appaiono inglobati e riutilizzati in terrazzamenti per vigneti. Tra i materiali archeologici recuperati, frammenti di orci, di anfore e di vasi in ceramica depurata.